# كليشي سو بوا

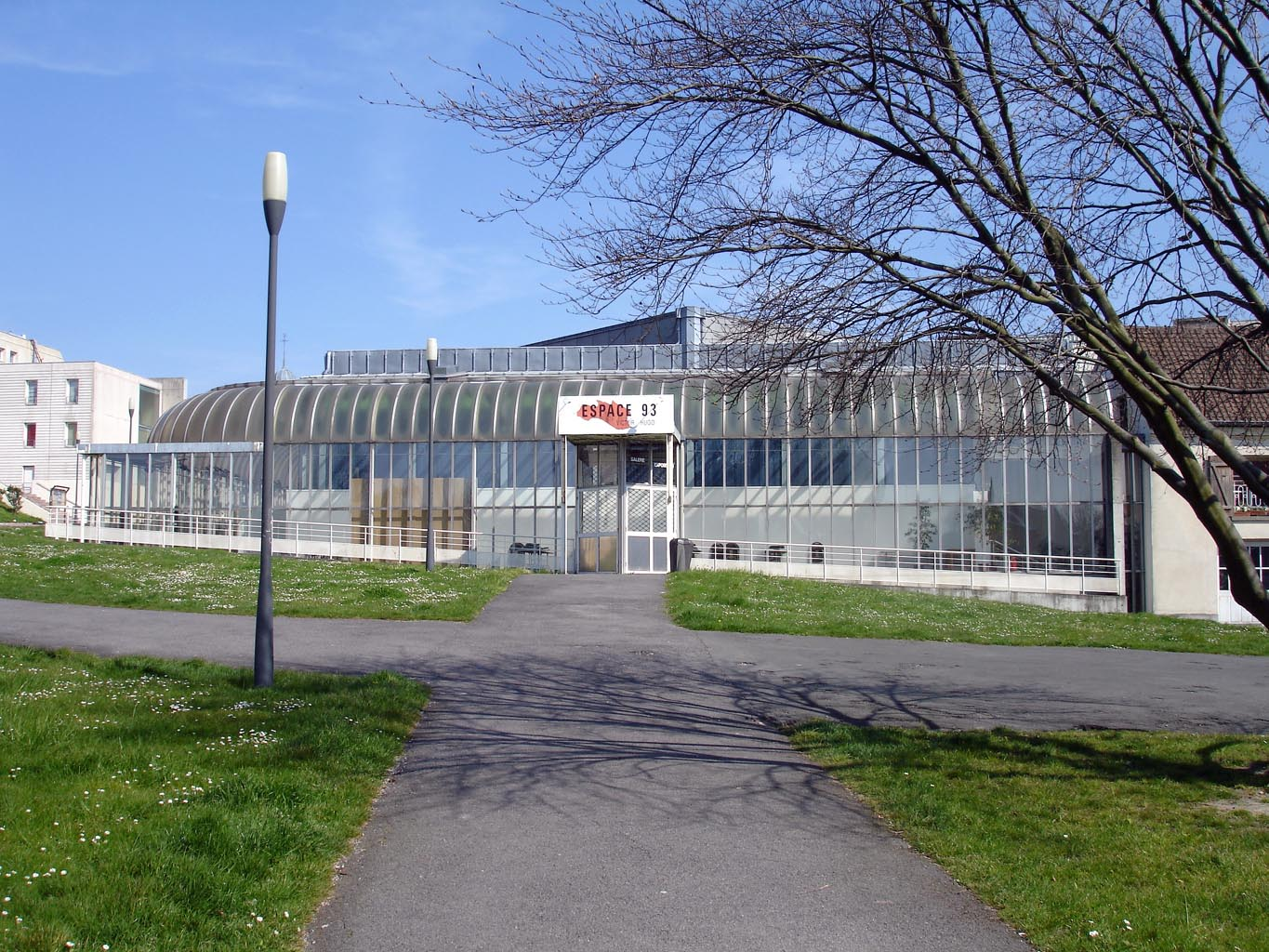
المركز الثقافي في الحي

كليشي سو بوا حي يقع في الضواحي الشرقية لمدينة باريس في فرنسا. ويبعد مسافة 15,8 كم من وسط مدينة باريس. تبلغ مساحة الحي 3,95 كم² بما فيها 1,1 كم² من الغابات المتبقية من غابة بوندي. واسم الحي استنبط من أسماء الفترة الرومانية - الغالية. هذا الحي يعاني من أعلى نسبة بطالة في باريس وبالتالي إلى أعلى نسبة جريمة.
عام 2005 كان هذا الحي مسرحا لأعمال شغب عنيفة بين سكانه المهاجرين وشرطة باريس امتدت إلى الكثير من المناطق السكنية حول فرنسا حيث يتواجد الكثير من المهاجرين. ابتدأت أعمال الشغب بعيد مقتل شابين صعقا بالكهرباء لاختبائهما في غرفة مولد كهرباء هربا من الشرطة وتفاديا لتدقيق هوياتهم. وهما زيد بينا (17 عاما) وبونا تراوري (15 عاما).